# Golden Miller
Golden Miller, född 30 april 1927, död 1957, var ett engelskt fullblod, mest känd för att ha segrat i 1934 års upplaga av Grand National, samt Cheltenham Gold Cup fem år i rad (1932, 1933, 1934, 1935, 1936). Han är också den enda hästen som segrat i Storbritanniens båda främsta hinderlöp, Cheltenham Gold Cup och Grand National under samma år (1934).

## Bakgrund
Golden Miller föddes upp på Laurence Geraghtys gård, farfar till jockeyn Barry Geraghty, i Pelletstown, Co. Meath, Irland 1927. Golden Miller var efter otävlade Goldcourt, som stod för en avelsavgift på fem guineas och fick två avkommor som segrade i Irish Grand National. Hans mor, Millers Pride, var en före detta hinderlöpare som bland annat var mor till den framgångsrika hinderlöparen May Crescent.

## Karriär
Golden Miller tränades av Basil Briscoe i Longstowe, Cambridgeshire och ägdes av storhästägaren Dorothy Paget. 1931 gjorde Golden Miller sin debut i hinderlöpning på Newbury Racecourse där han var först i mål, men diskvalificerades efteråt för att ha burit felaktig vikt. Den 30 december 1931 vann han Reading Chase innan han vann Sefton Steeplechase den 20 januari 1932.
1933, som sexåring, hade han segrat i två upplagor av Cheltenham Gold Cup, och startade som spelfavorit i Grand National, men blev slagen av Canal Turn. Då han segrade i Grand National 1934 satte han ett nytt banrekord på 9 min 20,4s på Aintree. Han kom även att ta fem raka segrar i Cheltenham Gold Cup-segrar, vilket är rekord.
Golden Miller pensionerades 1939 och tog under sin tävlingskarriär 29 segrar på 52 löp. Han är begravd på Elsenham Stud i Elsenham, West Essex.

## Hedersbetygelser
En staty av Golden Miller restes nära paradringen vid Cheltenham Racecourse.